# Parasinga pallidocollis
Parasinga pallidocollis är en fjärilsart som beskrevs av Sergius G. Kiriakoff 1967. Parasinga pallidocollis ingår i släktet Parasinga och familjen tandspinnare. Inga underarter finns listade i Catalogue of Life.